# Macadamia tetraphylla

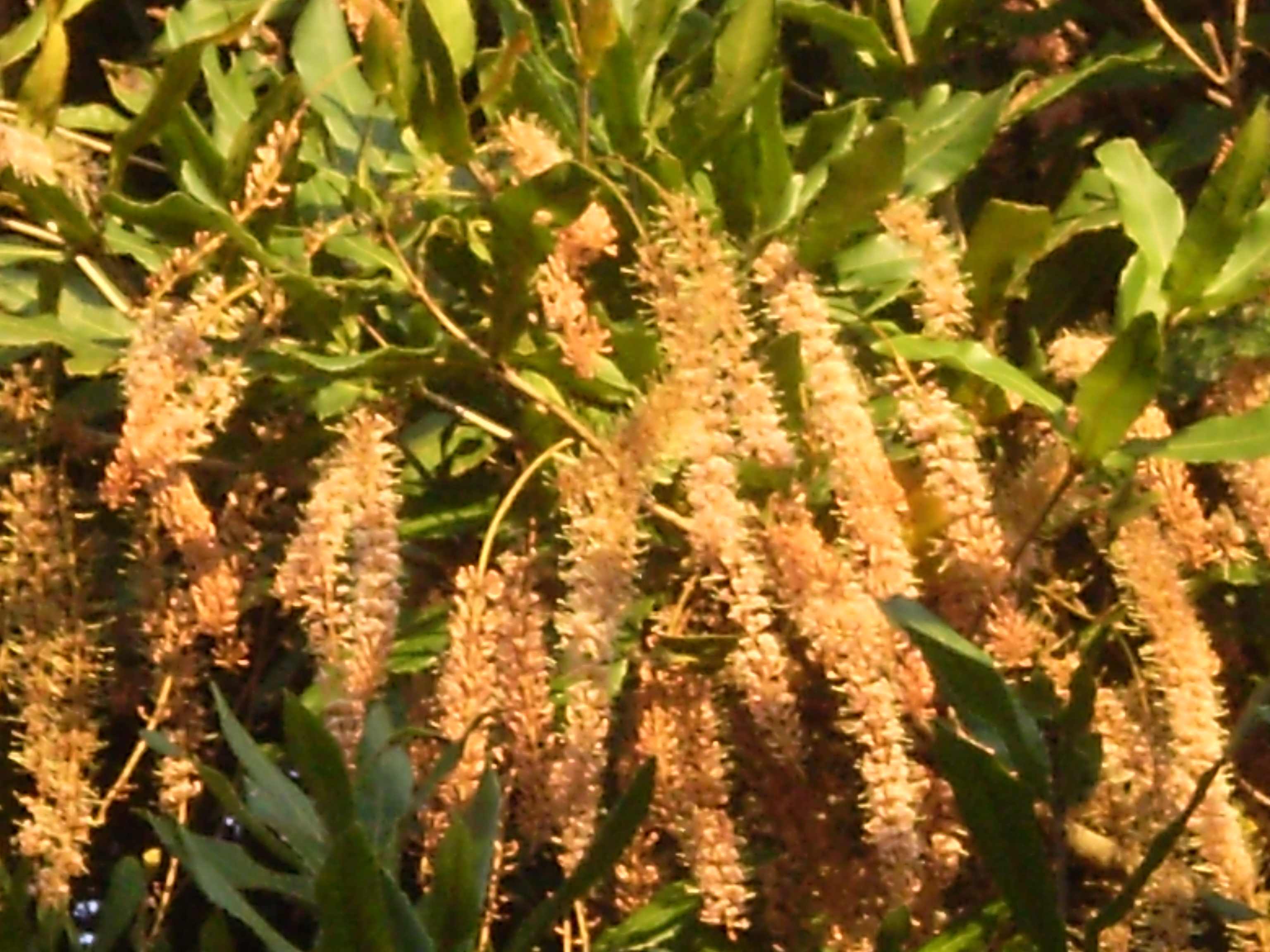
Macadamia tetraphylla, variedade com flores rosadas.

Macadamia tetraphylla é uma árvore da família Proteaceae, nativa da Nova Gales do Sul e Queensland (Austrália), cultivada para produção da macadâmia, uma noz comestível utilizada em alimentação humana e para produção de um óleo utilizado na preparação de alimentos e em cosmética.

## Descrição
A espécie apresenta uma folhagem densa, crescendo até aos 18 metros de altura. As folhas apresentam margens dentados, com 7 a 25 cm de comprimento. As flores são grandes, pendentes, de coloração rosada cremosa a púrpura. Os frutos são lenhosos e arredondados, com 2 a 3 cm de diâmetro. As sementes são comestíveis.

## Cultura
Macadamia tetraphylla foi cultivada pelos aborígenes australianos e uma das primeiras plantas nativas da Austrália a ser cultivada para fins comerciais. A primeira plantação comercial para produção macadâmia foi realizada em princípios da ´década de 1880, numa localidade situada a 12 km a sudeste de  Lismore, Nova Gales do Sul.
A espécie foi introduzido no México, sendo cultivada nos estados de Michoacán e Jalisco.

## Taxonomia
A espécie Macadamia tetraphylla foi descrita por Lawrence Alexander Sidney Johnson e publicade em Proceedings of the Linnean Society of New South Wales 79(1): 15–16. 1954. A espécie tem como sinonímia o binome Macadamia ternifolia F.Muell.